# Pravi krokodili
Pravi krokodili (lat. Crocodylidae) su porodica iz reda krokodila (Crocodilia). S ukupno 14 vrsta su najveća porodica krokodila. Sve vrste žive u tropskim područjima Afrike, Azije, Oceanije s Australijom kao i Amerike.

## Vrste
U porodicu pravih krokodila svrstane su vrste:
- - morski krokodil
- - nilski krokodil
- - kubanski krokodil
- - orinoški krokodil
- - močvarni krokodil
- - sijamski krokodil
- - filipinski krokodil
- - meksički krokodil
- - novogvinejski krokodil
- - australski krokodil
- - oklopljeni krokodil
- - patuljasti krokodil

Prema starijim klasifikacijama sundski gavijal ili lažni gavijal je svrstavan u prave krokodile, dok najnoviji rezultati analiza DNK upućuju na zaključak da ova vrsta pripada porodici gavijala.
- - sundski gavijal ili „lažni gavijal”

## Razlike u odnosu na druge porodice iz reda krokodila
Od aligatora, a naročito od gavijala kao jedinog nedavnog člana porodice gavijala, pravi krokodili se razlikuju prije svega obilježjima građe njihovih lobanja. Imaju uglavnom široke gubice koja nije prilagođena određenoj vrsti plijena i načina lova. Donji zubi ulaze im u jamice u gornjoj čeljusti, no različito od aligatora, četvrti zub im ulazi u prorez i kod zatvorene čeljusti je spolja vrlo dobro vidljiv. Na trbušnoj strani imaju posebne osjetilne jamice.

## Literatura
- Gatesy, Jorge; Amato, G.; Norell, M.; DeSalle, R.; Hayashi, C. (2003). „Combined support for wholesale taxic atavism in gavialine crocodylians” (PDF). Systematic Biology. 52 (3): 403—422. doi:10.1080/1063515035019703. Архивирано из оригинала (PDF) 22. 06. 2019. г. Приступљено 09. 08. 2018.
- Iskandar, DT (2000). Turtles and Crocodiles of Insular Southeast Asia and New Guinea. ITB, Bandung.
- Crocodilian Biology Database, FAQ. FLMNH.ufl.edu, "How long do crocodiles live for?" Adam Britton.
- Crocodilian Biology Database, FAQ. FLMNH.ufl.edu, "How fast can a crocodile run?" Adam Britton.

## Spoljašnje veze
- Архивирано на веб-сајту  (8. јул 2011)
- B